# Klooga (stacja kolejowa)
Klooga (est.: Klooga raudteejaam) – stacja kolejowa w Klooga, w prowincji Harjumaa, w Estonii, wybudowany w 1962. Znajduje się na szerokotorowej linii Keila – Paldiski, 35,9 km od dworca kolejowego w Tallinnie. Obsługiwana jest przez pociągi elektryczne Eesti Liinirongid.
W 1960 otwarto linię kolejową do Kloogaranny.